# ¾ rubla – 5 złotych (1833–1841)
¾ rubla – 5 złotych (1833–1841) – dwunominałowa moneta o wartości ¾ rubla i jednocześnie pięciu złotych, przygotowana dla Królestwa Kongresowego okresu po powstaniu listopadowym, wprowadzona do obiegu na terenie Królestwa ukazem carskim z 27 stycznia 1833 r., a na terenie całego Imperium Rosyjskiego ukazem z dnia 1 maja 1834 r. Moneta była bita, początkowo w mennicy w Petersburgu, od 1834 r. również w Warszawie, w srebrze, w latach 1833–1841, według rosyjskiego systemu wagowego – zołotnikowego, opartego na funcie rosyjskim.

## Awers
Na tej stronie umieszczono orła cesarstwa rosyjskiego – dwugłowy orzeł z trzema koronami, w prawej łapie trzyma miecz i berło, w lewej jabłko królewskie, na piersi tarcza herbowa ze Św. Jerzym na koniu powalającym smoka, wokół tarczy łańcuch z krzyżem Św. Andrzeja, na skrzydłach orła sześć tarcz z herbami – z lewej strony Kazania, Astrachania, Syberii, z prawej strony Królestwa Polskiego, Krymu i Wielkiego Księstwa Finlandii. Na dole, po obu stronach ogona orła, znajduje się znak kierownika mennicy w Petersburgu Mikołaja Graczowa – litery Н Г (pol. N G), a w przypadku monet bitych w Warszawie znak mennicy – litery M W. Dookoła umieszczono napis:

ЧИСТАВО СЕРЕБРА 3 ЗОЛОТНИКА 15¾ ДОЛЕЙ.

## Rewers
Na tej stronie w wieńcach laurowym (z lewej) i dębowym (z prawej) przewiązanych wstążką u dołu, umieszczono nominał ¾, pod nim „РУБЛЯ.”, poniżej nominał 5, pod nim „ZŁOT•.”, poniżej rok bicia 1833, 1834, 1835, 1836, 1837, 1838, 1839, 1840 lub 1841, po roku kropka. Wieńce laurowy i dębowy składają się z siedmiu kępek każdy. W wieńcu laurowym umieszczono po kolejnych kępkach jagody – licząc od góry po pierwszej jedna, po drugiej też jedna, po trzeciej dwie, po czwartej jedna, po piątej trzy, a po szóstej dwie jagody. W wieńcu dębowym umieszczono po kolejnych kępkach żołędzie – licząc od góry po pierwszej trzy, po drugiej dwa, po trzeciej jeden, po czwartej jeden, po piątej trzy i po szóstej dwa żołędzie, przy czym po kępkach pierwszej, piątej i szóstej jeden żołądź jest pusty.

## Rant
Na rancie umieszczono wklęsły napis:

СЕР•83⅓ ПРОБЫ 3 ЗОЛ•6123/25 ДОЛЬ•

## Opis
Monetę bito w srebrze próby 868, na krążku o średnicy 33 mm, masie 15,55 grama. Według sprawozdań mennic w latach 1833–1841 w obieg wypuszczono 12 187 927 monet, z czego 925 500 sztuk z mennicy w Petersburgu oraz 11 262 427 sztuk z mennicy w Warszawie.
Stopień rzadkości poszczególnych roczników i typów monet przedstawiono w tabeli:
| Rocznik                  | Znak mennicy | Stopień rzadkości | Szacowana liczba egzemplarzy | Zdjęcie |
| ------------------------ | ------------ | ----------------- | ---------------------------- | ------- |
| ¾ rubla – 5 złotych 1833 | Н Г          | R1                | 15 001–80 000                |         |
| ¾ rubla – 5 złotych 1834 | Н Г          | R1                | 15 001–80 000                |         |
| ¾ rubla – 5 złotych 1834 | M W          | R2                | 3001–15 000                  |         |
| ¾ rubla – 5 złotych 1835 | Н Г          | R2                | 3001–15 000                  |         |
| ¾ rubla – 5 złotych 1835 | M W          | R                 | 80 001–400 000               |         |
| ¾ rubla – 5 złotych 1836 | Н Г          | R2                | 3001–15 000                  |         |
| ¾ rubla – 5 złotych 1836 | M W          | R                 | 80 001–400 000               |         |
| ¾ rubla – 5 złotych 1837 | Н Г          | R1                | 15 001–80 000                |         |
| ¾ rubla – 5 złotych 1837 | M W          | R                 | 80 001–400 000               |         |
| ¾ rubla – 5 złotych 1838 | Н Г          | R7                | 4–6                          |         |
| ¾ rubla – 5 złotych 1838 | M W          | [ 14 ]            | ponad 400 000                |         |
| ¾ rubla – 5 złotych 1839 | Н Г          | R8                | 2–3                          |         |
| ¾ rubla – 5 złotych 1839 | M W          | [ 15 ]            | ponad 400 000                |         |
| ¾ rubla – 5 złotych 1840 | Н Г          | R7                | 4–6                          |         |
| ¾ rubla – 5 złotych 1840 | M W          | [ 16 ]            | ponad 400 000                |         |
| ¾ rubla – 5 złotych 1841 | Н Г          | R8                | 2–3                          |         |
| ¾ rubla – 5 złotych 1841 | M W          | R                 | 80 001–400 000               |         |

Ponieważ daty na monecie mieszczą się w latach panowania Mikołaja I, więc w numizmatyce rosyjskiej zaliczana jest do kategorii monet tego cara.
Liczba znanych odmian łącznie z wszystkich lat bicia wynosi:
- z mennicy w Petersburgu – 24[20] (z uwzględnieniem wariantów – 29[21])
- z mennicy w Warszawie – 45[22] (z uwzględnieniem wariantów – 57[23])